# Ma Wan
Ma Wan – niewielka wyspa w Hongkongu usytuowana pomiędzy wyspami Lantau i Tsing Yi, należąca do dzielnicy Tsuen Wan. Powierzchnia wyspy wynosi 0,97 km².
Wyspa oddzielona jest dwoma kanałami, od zachodu Kanałem Ma Wan, a od wschodu kanałem Kap Shui Mun.